# Vigneulles (Meurthe-et-Moselle)
Vigneulles is een gemeente in het Franse departement Meurthe-et-Moselle (regio Grand Est) en telt 209 inwoners (1999). De plaats maakt deel uit van het arrondissement Lunéville.

## Geografie
De oppervlakte van Vigneulles bedraagt 5,6 km², de bevolkingsdichtheid is 37,3 inwoners per km².
De onderstaande kaart toont de ligging van Vigneulles (Meurthe-et-Moselle) met de belangrijkste infrastructuur en aangrenzende gemeenten.

## Demografie
Onderstaande figuur toont het verloop van het inwonertal (bron: INSEE-tellingen).